# ワイ・デー・ケー
株式会社ワイ・デー・ケー（英文社名: YDK Co., Ltd.）は、東京都稲城市押立に本社を置き、半導体／液晶製造・検査装置、産業機械/産業用設備、放送・伝送通信機器、制御機器などの設計・製造するモノづくり会社である。

## 事業内容
- 半導体製造装置、FPD（フラットパネルディスプレイ）製造装置、産業用設備の設計開発、製造、修理
- 伝送通信装置、ネットワーク機器、IoT機器の設計開発、製造
- ネットワークシステム構築
- 精密機械部品の切削加工

## 沿革
- 1952年（昭和27年）- 吉田電機製作所（1936年12月、川崎市中原区に創立）を母体とし、吉田電機株式会社に組織を変更。日本電気の協力工場として、機械部品の切削を主業に発足。
- 1959年（昭和34年）- 機械部品の切削加工に加え、搬送電話装置の組立作業を開始
- 1966年（昭和41年）- コンピュータ関係の製造を開始
- 1968年（昭和43年）- 東京都稲城市に稲城工場（現・本社工場）を新設
- 1972年（昭和47年）- 岩手県遠野市に系列会社・吉田通信工業株式会社（のちワイ・デー・ケー・イワテ）を設立
- 1974年（昭和49年）- 岩手県遠野市に吉田精密工業株式会社（のちワイ・デー・ケー精密）を設立
- 1978年（昭和53年）- 東京都稲城市に機工工場を新設
- 1982年（昭和57年）- 社名を株式会社ワイ・デー・ケーに改称
- 1982年（昭和57年）- 東京都稲城市に情産工場を新設
- 1989年（平成元年）- 東京都稲城市に技術本部ビルを新設
- 1996年（平成8年）- 本社工場の増築工事（クリーンルーム）完成
- 1997年（平成9年）- 佐賀県三養基郡に100％子会社株式会社ワイ・デー・ケー九州を設立
- 1999年（平成11年）- YDKグループ全社一括で ISO9001認証取得
- 2002年（平成14年）- 当社と株式会社ワイ・デー・ケー・イワテおよび株式会社ワイ・デー・ケー精密の3社が合併、社内カンパニー制を導入。
  - YDKコミュニケーションズ（伝送通信事業部、YDKイワテ）
  - YDKメカトロニクス（情報処理事業本部、メカニカル事業部、YDK精密）
  - YDKテクノロジーズ（技術本部）
- 2003年（平成15年）- YDKグループ全社一括でISO14001認証取得
- 2004年（平成16年）- YDKメカトロニクス東北事業所にて、第3工場を新設。大型MC3台導入
- 2004年（平成16年）- 中国江蘇省に100％子会社旺天凱精密機器（昆山）有限公司を設立。精密機械部品の切削加工を開始
- 2005年（平成17年）- 川崎市麻生区マイコンシティー栗木地区にYDKメカトロニクス東京事業所新工場（黒川工場）を新設
- 2007年（平成19年）- YDKメカトロニクス東京事業所（黒川工場）の3Fをクリーンルームに改修
- 2011年（平成23年）- 旺天凱精密機器（昆山）有限公司に工場新設。精密機械加工部品の製造および各種製造装置の組立事業開始
- 2016年（平成28年）- 社内カンパニー制を廃止し、3事業本部、5本部の体制となる
- 2018年（平成10年）- 宮城県黒川郡大和町テクノヒルズに宮城工場を新設
- 2019年（平成31年）- 宮城工場の二期工事（ロジスティクスセンター）完成

## 事業拠点
東京地区
- 本社

総務経理
装置組立
営業本部
- 技術本部

電子機器設計
- 東京工場

装置組立
技術本部（産業用設備設計）
営業本部
岩手地区
- 東北工場

電子機器組立
装置組立
機械加工
営業本部
宮城地区
- 宮城工場

装置組立

### 国内関連会社
- 株式会社 ワイ・デー・ケー九州

### 海外関連会社
- 旺天凱精密機器（昆山）有限公司[中国]